# Associazione Calcio Mantova 1970-1971
Questa voce raccoglie le informazioni riguardanti l'Associazione Calcio Mantova nelle competizioni ufficiali della stagione 1970-1971.

## Stagione
Nella stagione 1970-1971 il Mantova vince il campionato cadetto con 48 punti in classifica e conquista la Serie A con l'Atalanta ed il Catanzaro che superano il Bari nello spareggio delle seconde classificate con 47 punti. Retrocedono in Serie C il Pisa, la Casertana e la Massese. In Coppa Italia inserito nel quarto gruppo, vinto dal Milan che passa ai Quarti, i virgiliani vincono le prime due partite, a Brescia ed in casa contro il Varese, prima di cedere al Martelli (1-2) con i milanesi. Miglior realizzatore stagionale Giovanni Toschi autore di dodici reti, di cui undici in campionato ed una in Coppa Italia.

## Rosa
| N. |                   | Ruolo | Calciatore        |
| -- | ----------------- | ----- | ----------------- |
|    | Italia (bandiera) | D     | Giuseppe Bacher   |
|    | Italia (bandiera) | A     | Giorgio Blasig    |
|    | Italia (bandiera) | A     | Fabio Bonci       |
|    | Italia (bandiera) | D     | Luigi Caucci      |
|    | Italia (bandiera) | D     | Giorgio Carotti   |
|    | Italia (bandiera) | D     | Angelo Colletta   |
|    | Italia (bandiera) | P     | Mario Da Pozzo    |
|    | Italia (bandiera) | C     | Franco De Cecco   |
|    | Italia (bandiera) | C     | Lucio Dell'Angelo |
|    | Italia (bandiera) | A     | Erminio Favalli   |

| N. |                   | Ruolo | Calciatore        |
| -- | ----------------- | ----- | ----------------- |
|    | Italia (bandiera) | D     | Alberto Mantovani |
|    | Italia (bandiera) | D     | Giovanni Masiello |
|    | Italia (bandiera) | C     | Dante Micheli     |
|    | Italia (bandiera) | D     | Luigi Ossola      |
|    | Italia (bandiera) | C     | Franco Panizza    |
|    | Italia (bandiera) | A     | Sauro Petrini     |
|    | Italia (bandiera) | P     | Angelo Recchi     |
|    | Italia (bandiera) | C     | Ugo Tomeazzi      |
|    | Italia (bandiera) | A     | Giovanni Toschi   |
|    | Italia (bandiera) | A     | Claudio Trevisan  |

## Risultati

### Campionato

#### Girone di andata
| Arbitro: | Pieroni (Roma) |

|                              |           |  |
| Toschi 16’ Blasig 71’ (rig.) | Marcatori |  |

| Arbitro: | Stagnoli (Bologna) |

|                          |           |            |
| Gabetto 1’ Jacomuzzi 26’ | Marcatori | 25’ Blasig |

| Arbitro: | Calì (Roma) |

|                             |           |                |
| Dell'Angelo 66’ Favalli 70’ | Marcatori | 88’ Montenegro |

| Arbitro: | Moretto (San Donà di Piave) |

|  |           |            |
|  | Marcatori | 66’ Blasig |

| Mantova 18 ottobre 1970 5ª giornata | Mantova           | 0 – 0 | Atalanta | Stadio Danilo Martelli\| Arbitro: \| Vacchini (Milano) \| |
| Arbitro:                            | Vacchini (Milano) |       |          |                                                           |

| Arbitro: | Monti (Ancona) |

|  |           |            |
|  | Marcatori | 73’ Toschi |

| Arbitro: | Bianchi (Firenze) |

|                                                      |           |  |
| Bonci 28’ Tomeazzi 41’ Panizza 49’ 73’ (rig.) Blasig | Marcatori |  |

| Arbitro: | Lattanzi (Roma) |

|              |           |                   |
| Ferrario 53’ | Marcatori | 89’ (rig.) Blasig |

| Arbitro: | Cantelli (Firenze) |

|            |           |                |
| Toschi 72’ | Marcatori | 30’ Bercellino |

| Arbitro: | Gonella (Torino) |

|                              |           |  |
| Lambrugo 19’ Magistrelli 38’ | Marcatori |  |

| Arbitro: | Casarin (Milano) |

|                                          |           |  |
| Tomeazzi 18’ Petraz 26’ (aut.) Bonci 88’ | Marcatori |  |

| Arbitro: | Toselli (Cormons) |

|  |           |            |
|  | Marcatori | 54’ Toschi |

| Livorno 13 dicembre 1970 13ª giornata | Livorno             | 0 – 0 | Mantova | Stadio Comunale\| Arbitro: \| Panzino (Catanzaro) \| |
| Arbitro:                              | Panzino (Catanzaro) |       |         |                                                      |

| Arbitro: | Pieroni (Roma) |

|            |           |  |
| Blasig 37’ | Marcatori |  |

| Arbitro: | Casarin (Milano) |

|  |           |                 |
|  | Marcatori | 30’ Dell'Angelo |

| Bari 3 gennaio 1971 16ª giornata | Bari              | 0 – 0 | Mantova | Stadio San Nicola\| Arbitro: \| Toselli (Cormons) \| |
| Arbitro:                         | Toselli (Cormons) |       |         |                                                      |

| Mantova 10 gennaio 1971 17ª giornata | Mantova          | 0 – 0 | Monza | Stadio Danilo Martelli\| Arbitro: \| Branzoni (Pavia) \| |
| Arbitro:                             | Branzoni (Pavia) |       |       |                                                          |

| Arbitro: | Lattanzi (Roma) |

|  |           |                                         |
|  | Marcatori | 38’ Toschi 42’ Dell'Angelo 53’ De Cecco |

| Arbitro: | Panzino (Catanzaro) |

|            |           |  |
| Toschi 60’ | Marcatori |  |

#### Girone di ritorno
| Arbitro: | Acernese (Roma) |

|                                 |           |  |
| Masiello 16’ (aut.) Piaceri 90’ | Marcatori |  |

| Arbitro: | Bianchi (Firenze) |

|            |           |               |
| Blasig 27’ | Marcatori | 61’ Jacomuzzi |

| Arbitro: | Calì (Roma) |

|                                          |           |  |
| Camozzi 43’ 62’ Farina 82’ Benvenuto 84’ | Marcatori |  |

| Arbitro: | Lazzaroni (Milano) |

|                                                 |           |            |
| Petrini 4’ Panio 5’ (aut.) Blasig 7’ Toschi 13’ | Marcatori | 59’ Mazzia |

| Arbitro: | Motta (Monza) |

|  |           |            |
|  | Marcatori | 81’ Toschi |

| Arbitro: | Cantelli (Firenze) |

|  |           |                         |
|  | Marcatori | 60’ Beretti 89’ Morelli |

| Reggio Calabria 21 marzo 1971 26ª giornata | Reggina        | 0 – 0 | Mantova | Stadio Comunale\| Arbitro: \| Pieroni (Roma) \| |
| Arbitro:                                   | Pieroni (Roma) |       |         |                                                 |

| Mantova 28 marzo 1971 27ª giornata | Mantova                    | 0 – 0 | Cesena | Stadio Danilo Martelli\| Arbitro: \| Trinchieri (Reggio Emilia) \| |
| Arbitro:                           | Trinchieri (Reggio Emilia) |       |        |                                                                    |

| Palermo 4 aprile 1971 28ª giornata | Palermo           | 0 – 0 | Mantova | Stadio La Favorita\| Arbitro: \| Gussoni (Tradate) \| |
| Arbitro:                           | Gussoni (Tradate) |       |         |                                                       |

| Arbitro: | Casarin (Milano) |

|                               |           |  |
| Panizza 57’ (rig.) Toschi 81’ | Marcatori |  |

| Modena 18 aprile 1971 30ª giornata | Modena           | 0 – 0 | Mantova | Stadio Alberto Braglia\| Arbitro: \| Gonella (Torino) \| |
| Arbitro:                           | Gonella (Torino) |       |         |                                                          |

| Arbitro: | Bernardis (Roma) |

|            |           |  |
| Toschi 48’ | Marcatori |  |

| Arbitro: | Moretto (San Donà di Piave) |

|                                  |           |             |
| Ossola 5’ Blasig 44’ Panizza 84’ | Marcatori | 89’ Badiani |

| Arbitro: | Sbardella (Roma) |

|                     |           |  |
| De Paoli 11’ (rig.) | Marcatori |  |

| Arbitro: | Lattanzi (Roma) |

|            |           |              |
| Bacher 82’ | Marcatori | 47’ Musiello |

| Arbitro: | Angonese (Mestre) |

|            |           |          |
| Toschi 16’ | Marcatori | 7’ Marmo |

| Monza 30 maggio 1971 36ª giornata | Monza             | 0 – 0 | Mantova | Stadio Gino Alfonso Sada\| Arbitro: \| Toselli (Cormons) \| |
| Arbitro:                          | Toselli (Cormons) |       |         |                                                             |

| Arbitro: | Moretto (San Donà di Piave) |

|                          |           |              |
| De Cecco 21’ Petrini 83’ | Marcatori | 81’ Albanese |

| Arbitro: | Fuschi (Pescara) |

|                      |           |            |
| Barison 37’ Zeli 51’ | Marcatori | 27’ Blasig |

### Coppa Italia

#### Girone 4
| Arbitro: | Porcelli (Lodi) |

|  |           |            |
|  | Marcatori | 44’ Toschi |

| Arbitro: | Canova (Milano) |

|                  |           |  |
| Blasig 8’ (rig.) | Marcatori |  |

| Arbitro: | Bernardis (Roma) |

|            |           |                        |
| Ossola 29’ | Marcatori | 32’ Combin 39’ Benetti |

## Statistiche

### Statistiche di squadra
| Competizione | Punti | In casa | In casa | In casa | In casa | In casa | In casa | In trasferta | In trasferta | In trasferta | In trasferta | In trasferta | In trasferta | Totale | Totale | Totale | Totale | Totale | Totale | DR  |
| Competizione | Punti | G       | V       | N       | P       | Gf      | Gs      | G            | V            | N            | P            | Gf           | Gs           | G      | V      | N      | P      | Gf     | Gs     | DR  |
| ------------ | ----- | ------- | ------- | ------- | ------- | ------- | ------- | ------------ | ------------ | ------------ | ------------ | ------------ | ------------ | ------ | ------ | ------ | ------ | ------ | ------ | --- |
| Serie B      | 48    | 19      | 11      | 7       | 1       | 29      | 10      | 19           | 6            | 7            | 6            | 11           | 14           | 38     | 17     | 14     | 7      | 40     | 24     | +16 |
| Coppa Italia | 4     | 2       | 1       | 0       | 1       | 2       | 2       | 1            | 1            | 0            | 0            | 1            | 0            | 3      | 2      | 0      | 1      | 3      | 2      | +1  |
| Totale       |       | 21      | 12      | 7       | 2       | 31      | 12      | 20           | 7            | 7            | 6            | 12           | 14           | 41     | 19     | 14     | 8      | 43     | 26     | +17 |

### Statistiche dei giocatori
| Giocatore      | Serie B  | Serie B | Coppa Italia | Coppa Italia | Totale   | Totale |
| Giocatore      | Presenze | Reti    | Presenze     | Reti         | Presenze | Reti   |
| -------------- | -------- | ------- | ------------ | ------------ | -------- | ------ |
| G. Bacher      | 31       | 1       | 3            | 0            | 34       | 1      |
| G. Blasig      | 34       | 10      | 3            | 1            | 37       | 11     |
| F. Bonci       | 21       | 2       | 3            | 0            | 24       | 2      |
| L. Caucci      | 1        | 0       | 3            | 0            | 4        | 0      |
| G. Carotti     | 2        | 0       | -            | -            | 2        | 0      |
| A. Colletta    | 13       | 0       | -            | -            | 13       | 0      |
| M. Da Pozzo    | 35       | -20     | 3            | -2           | 38       | -22    |
| F. De Cecco    | 36       | 2       | 3            | 0            | 39       | 2      |
| L. Dell'Angelo | 28       | 3       | 3            | 0            | 31       | 3      |
| E. Favalli     | 30       | 1       | 3            | 0            | 33       | 1      |
| A. Mantovani   | 5        | 0       | -            | -            | 5        | 0      |
| G. Masiello    | 31       | 0       | 3            | 0            | 34       | 0      |
| D. Micheli     | 34       | 0       | 1            | 0            | 35       | 0      |
| L. Ossola      | 38       | 1       | 3            | 1            | 41       | 2      |
| F. Panizza     | 19       | 3       | 2            | 0            | 21       | 3      |
| S. Petrini     | 13       | 2       | -            | -            | 13       | 2      |
| A. Recchi      | 6        | -4      | -            | -            | 6        | -4     |
| U. Tomeazzi    | 32       | 2       | 3            | 0            | 35       | 2      |
| G. Toschi      | 38       | 11      | 3            | 1            | 41       | 12     |
| C. Trevisan    | 3        | 0       | -            | -            | 3        | 0      |